# 九龍公共圖書館

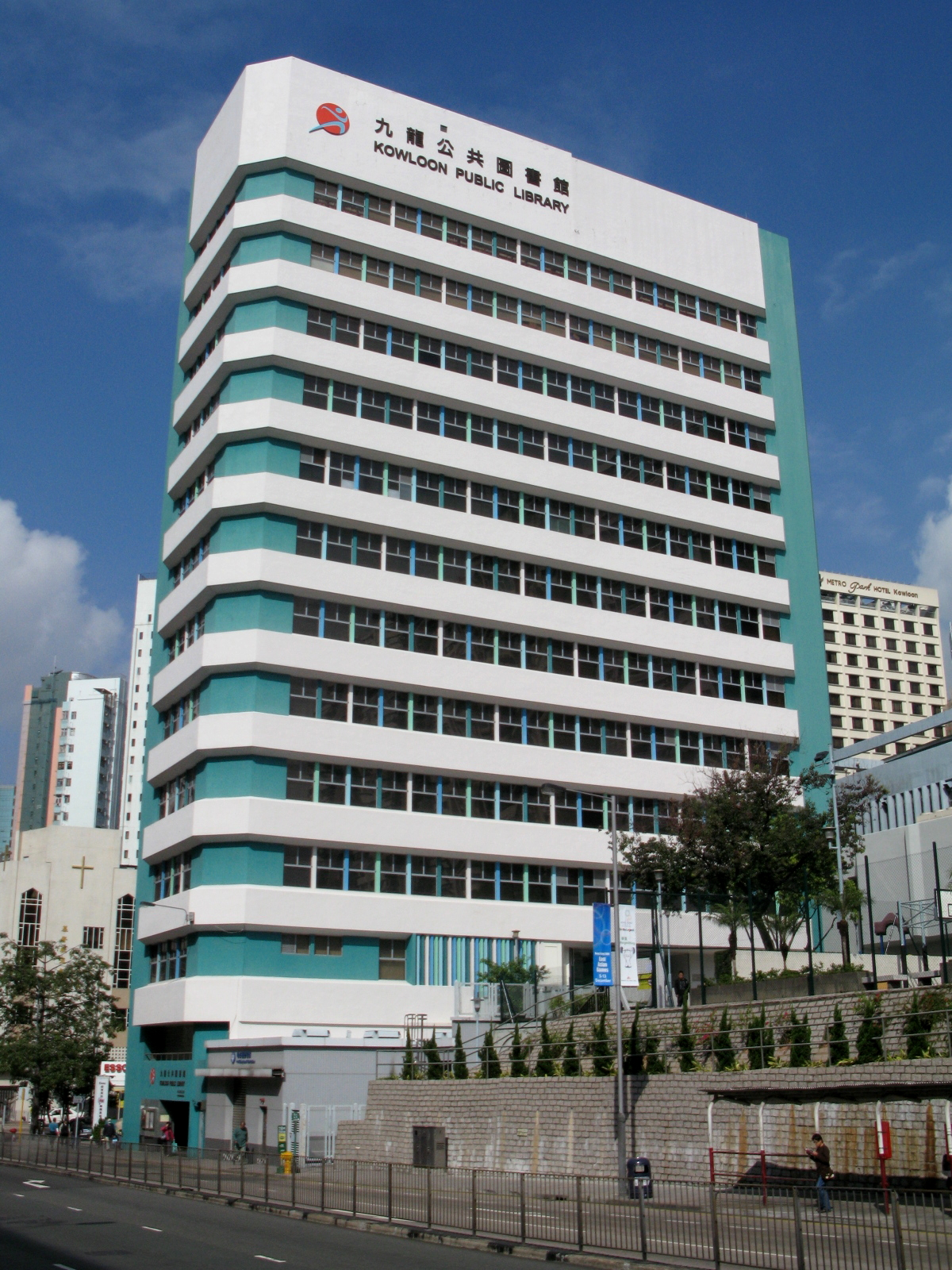
九龍公共圖書館

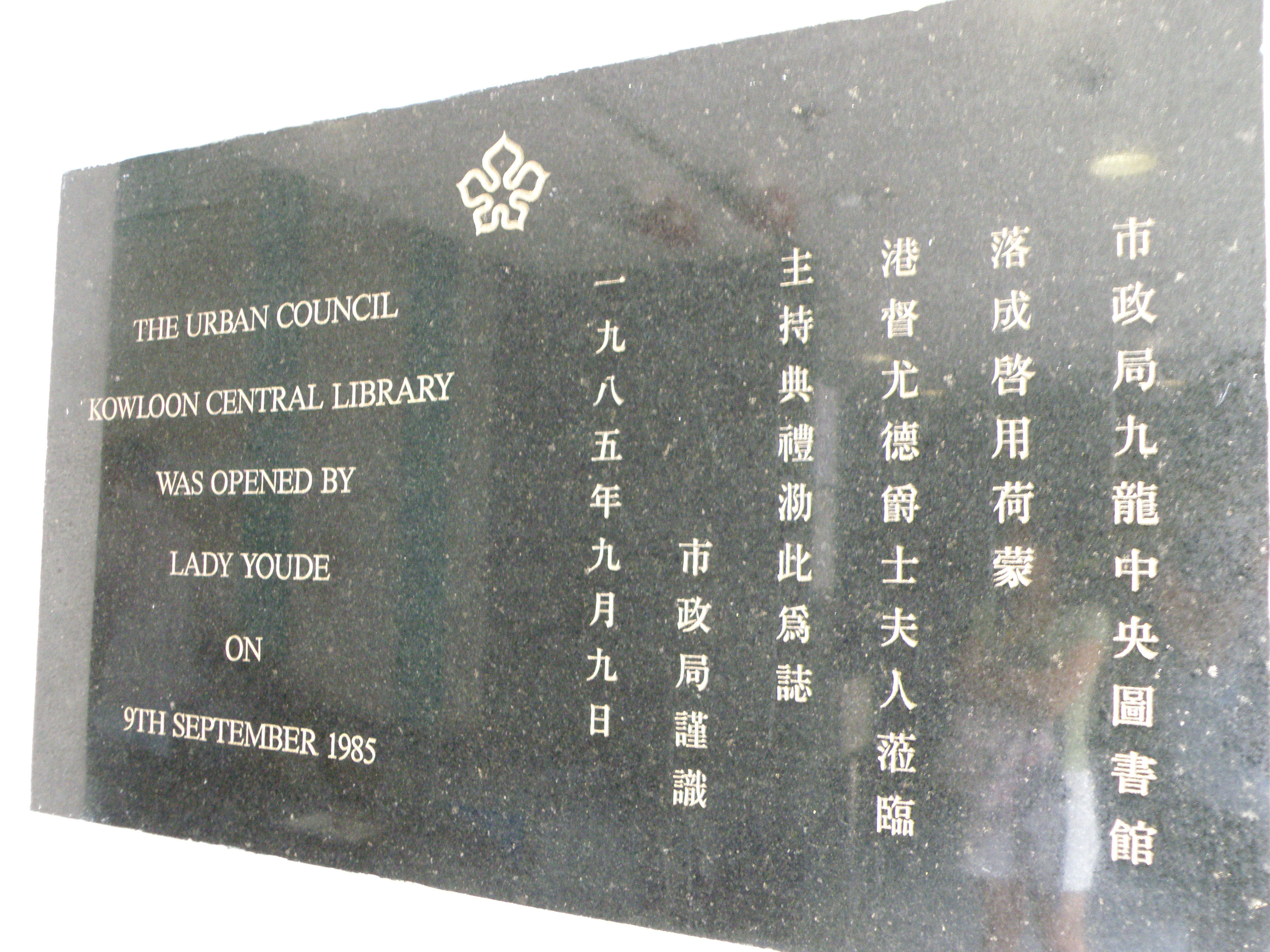
九龍公共圖書館於1985年9月9日，由時任港督尤德夫人主持揭幕儀式

九龍公共圖書館（英語：Kowloon Public Library）是一間位於香港九龍城區何文田的公共圖書館，位於培正道與窩打老道交界（培正中學對面），該圖書館樓高12層，樓面面積4,000平方米，是香港規模第三大的公共圖書館，屬於主要圖書館規模，由康樂及文化事務署管理。藏書量更達到1,500,000。

## 歷史
九龍公共圖書館是首座專用圖書館大樓，第1期於1984年11月16日啟用，取代1965年啟用的窩打老道公共圖書館，而第2期則於1985年9月9日啟用，由當時港督尤德爵士夫人主持開幕典禮。剛落成時稱九龍中央圖書館（英語：Kowloon Central Library），為了配合香港中央圖書館於2001年啟用，2000年更名為九龍公共圖書館。

### 翻新工程
- 九龍公共圖書館於2005年5月展開翻新工程，以提升圖書館設施及服務質素。工程分階段進行，為期約18個月，於2006年底完成。
- 有九龍城區議員指出九龍公共圖書館的外牆顏色非常灰暗，不合時宜，並建議可選擇一些較鮮明及統一的色調作圖書館外牆底色，為圖書館增添生氣及帶來新鮮感[1]。九龍公共圖書館於2007年1月把整座深啡色的外牆塗上白色及綠色。

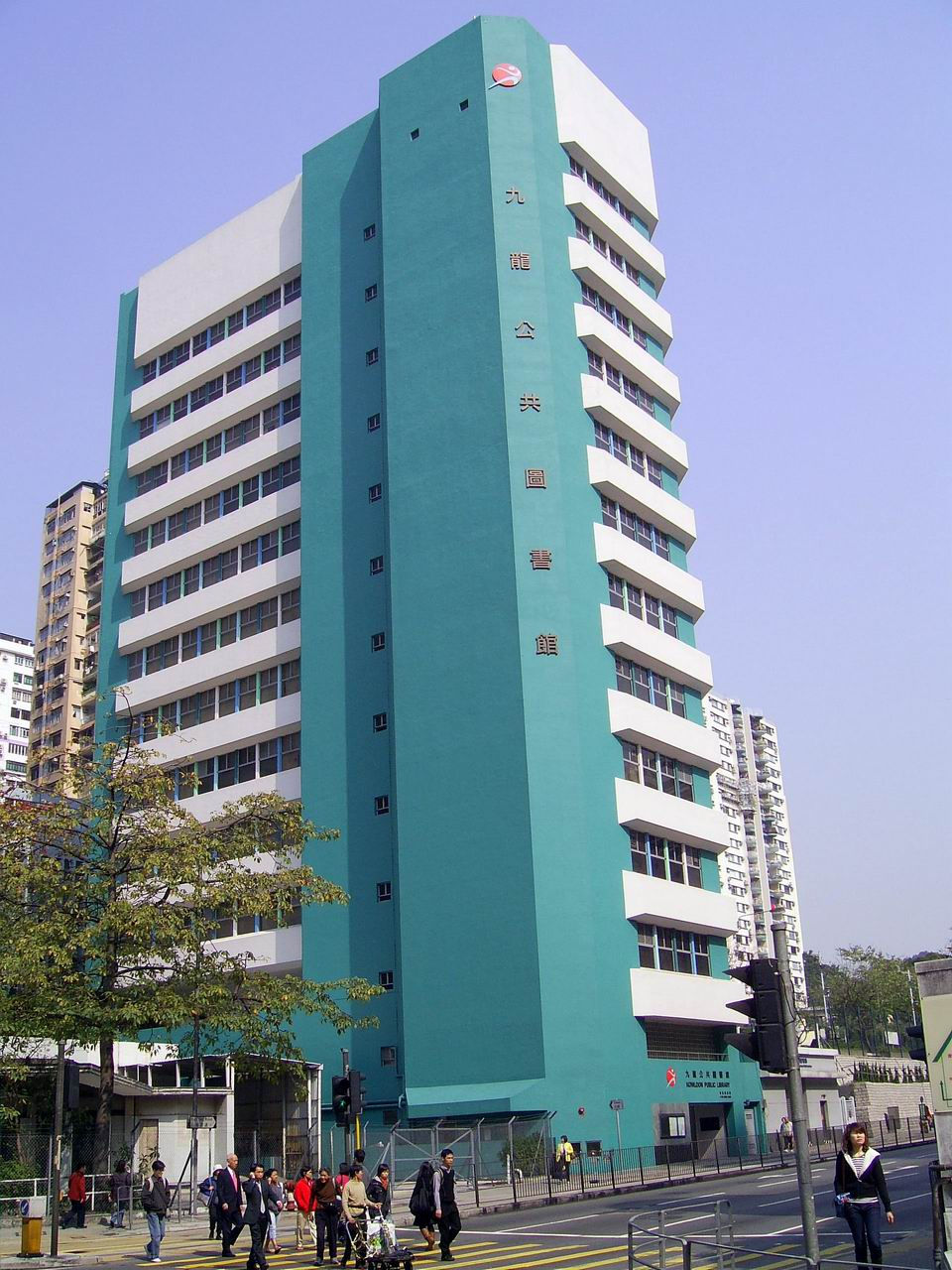
九龍公共圖書館（2008年2月）
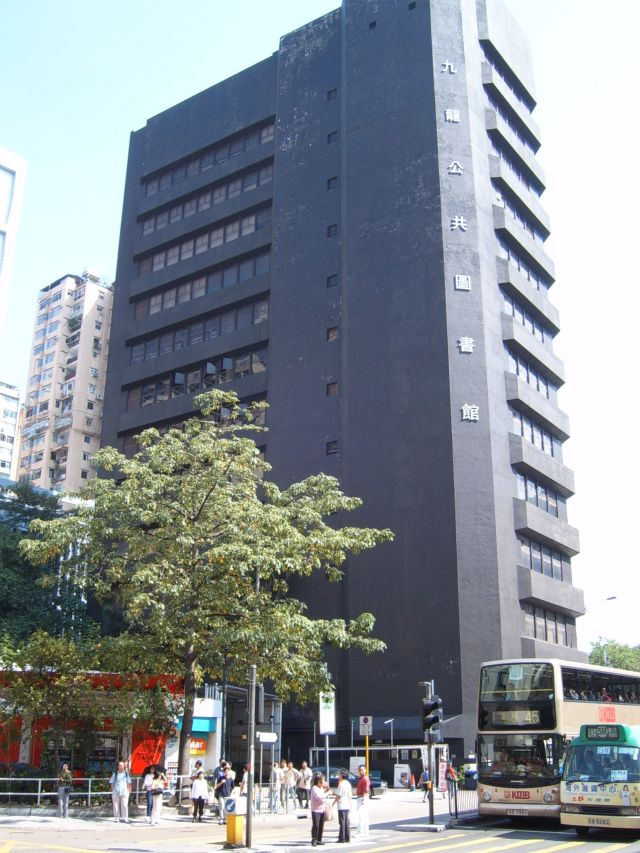
翻新前的九龍公共圖書館

## 館內設施

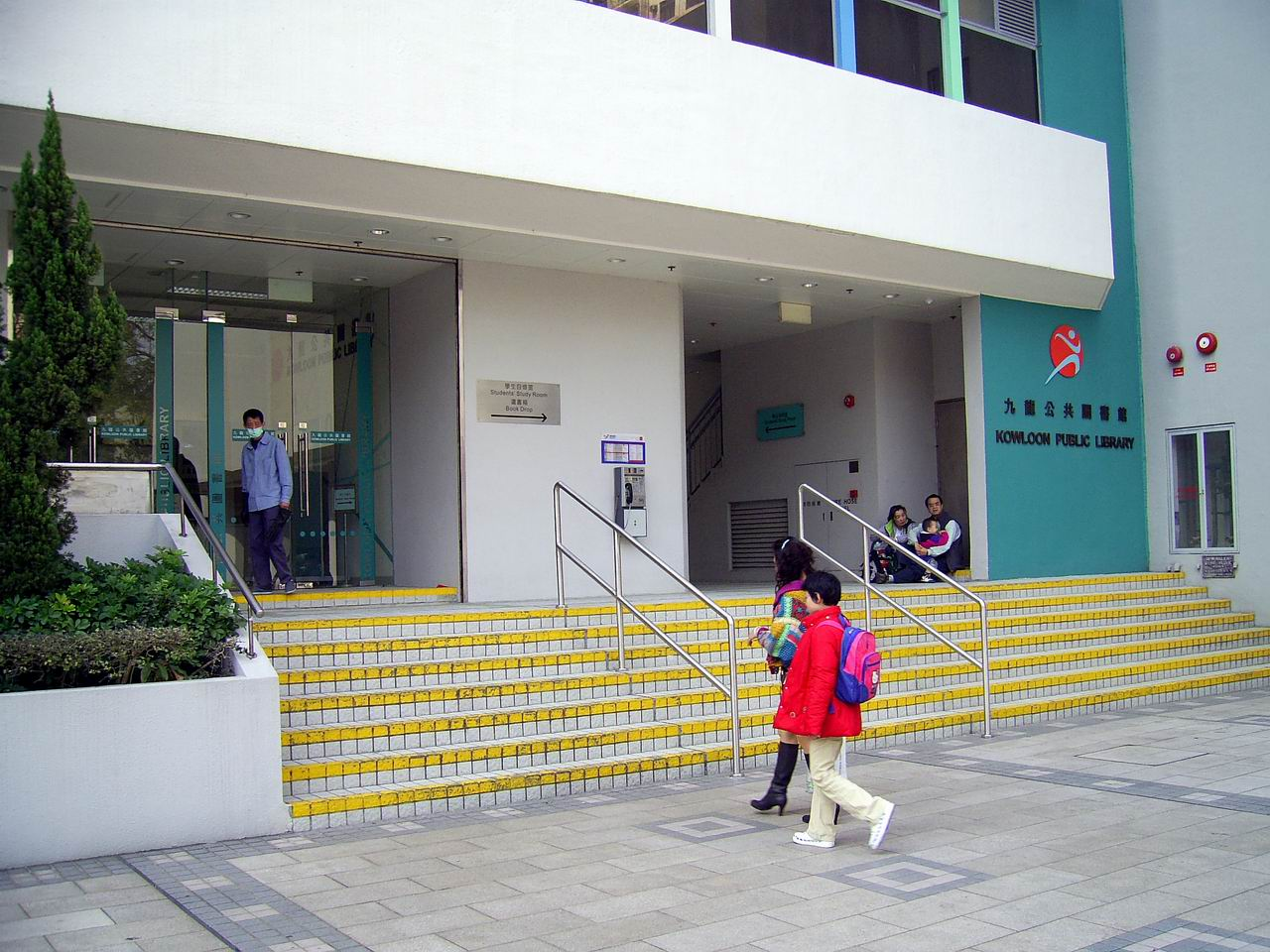
平台出入口

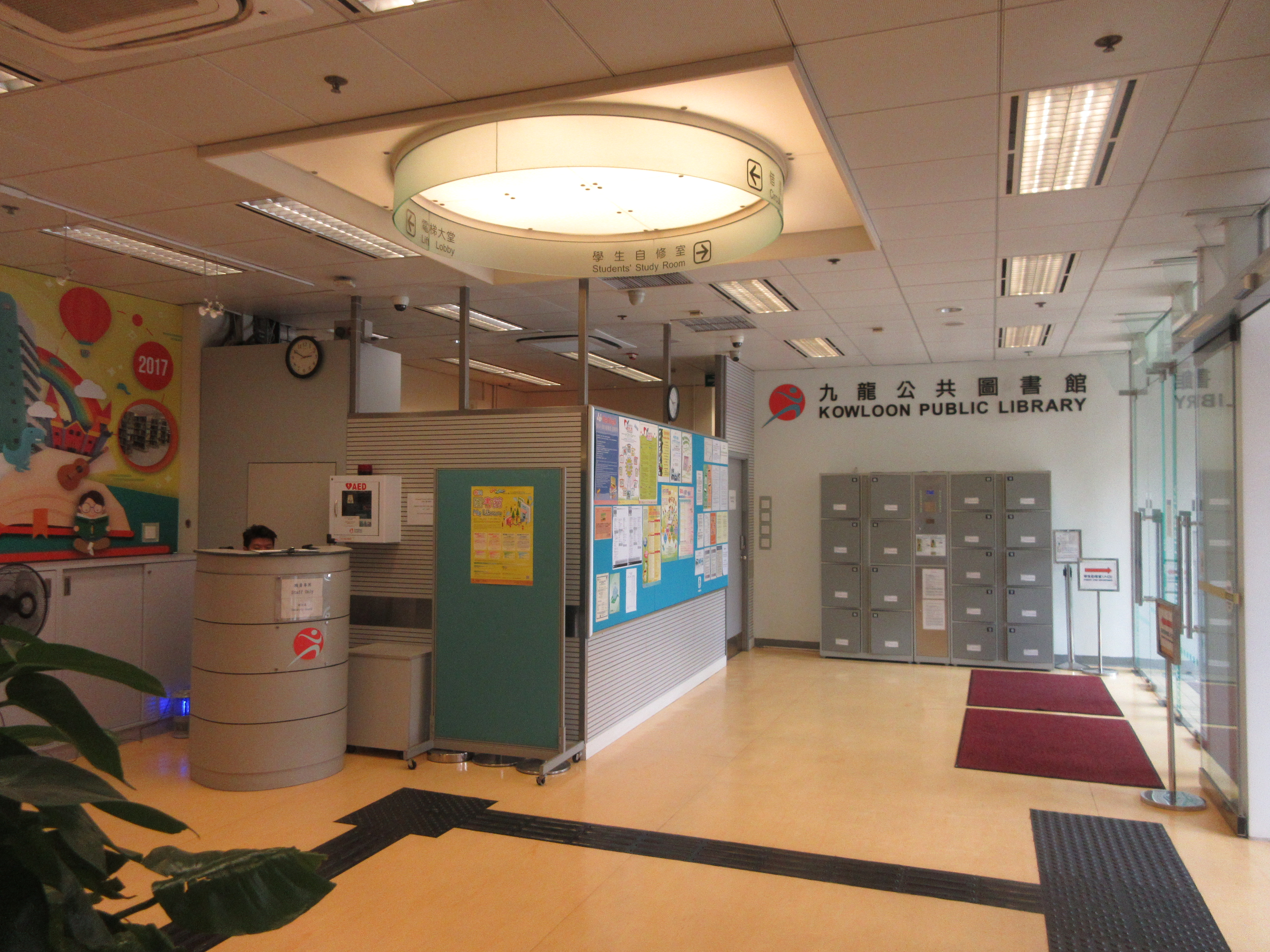
2樓大堂

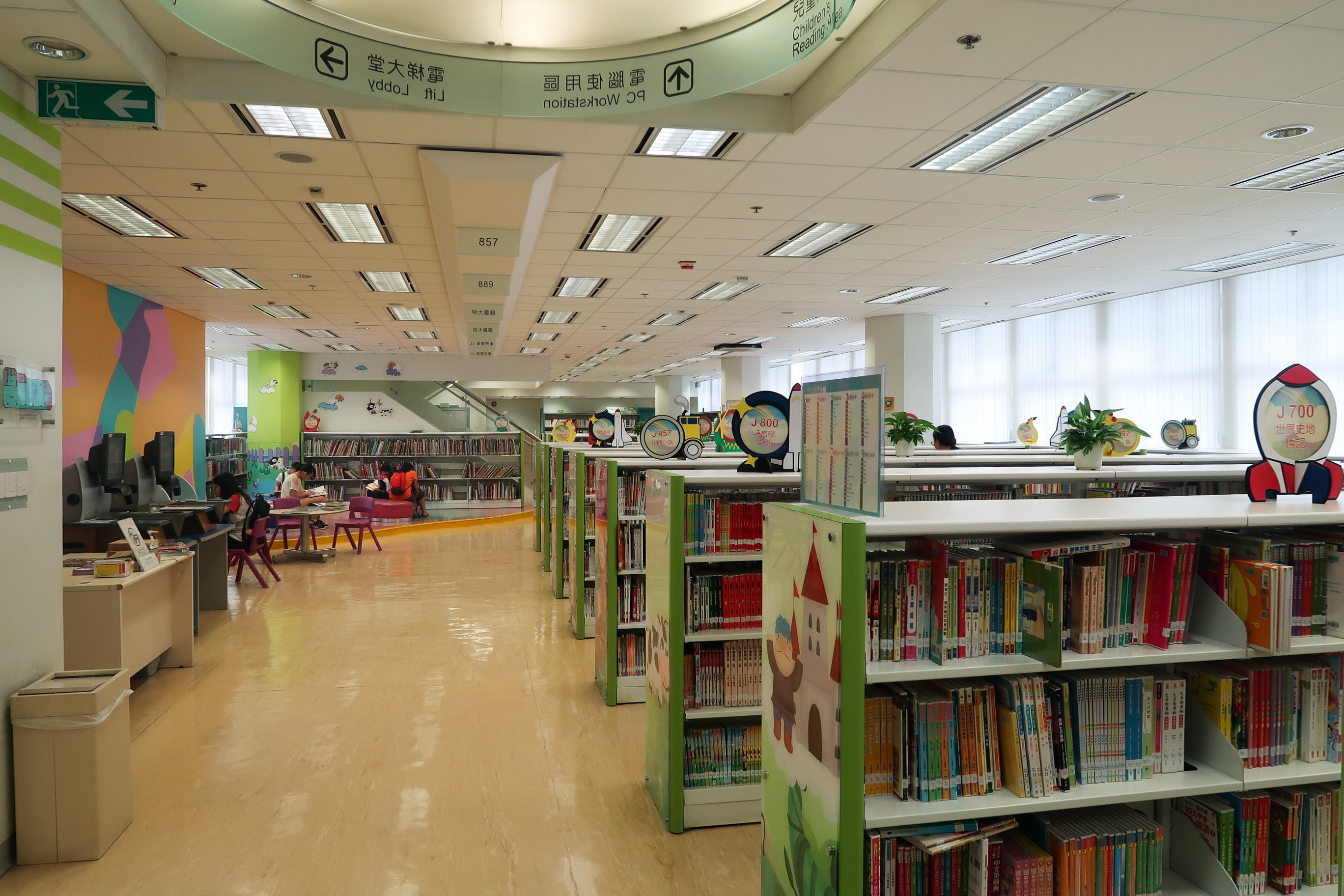
圖書館4樓兒童圖書館

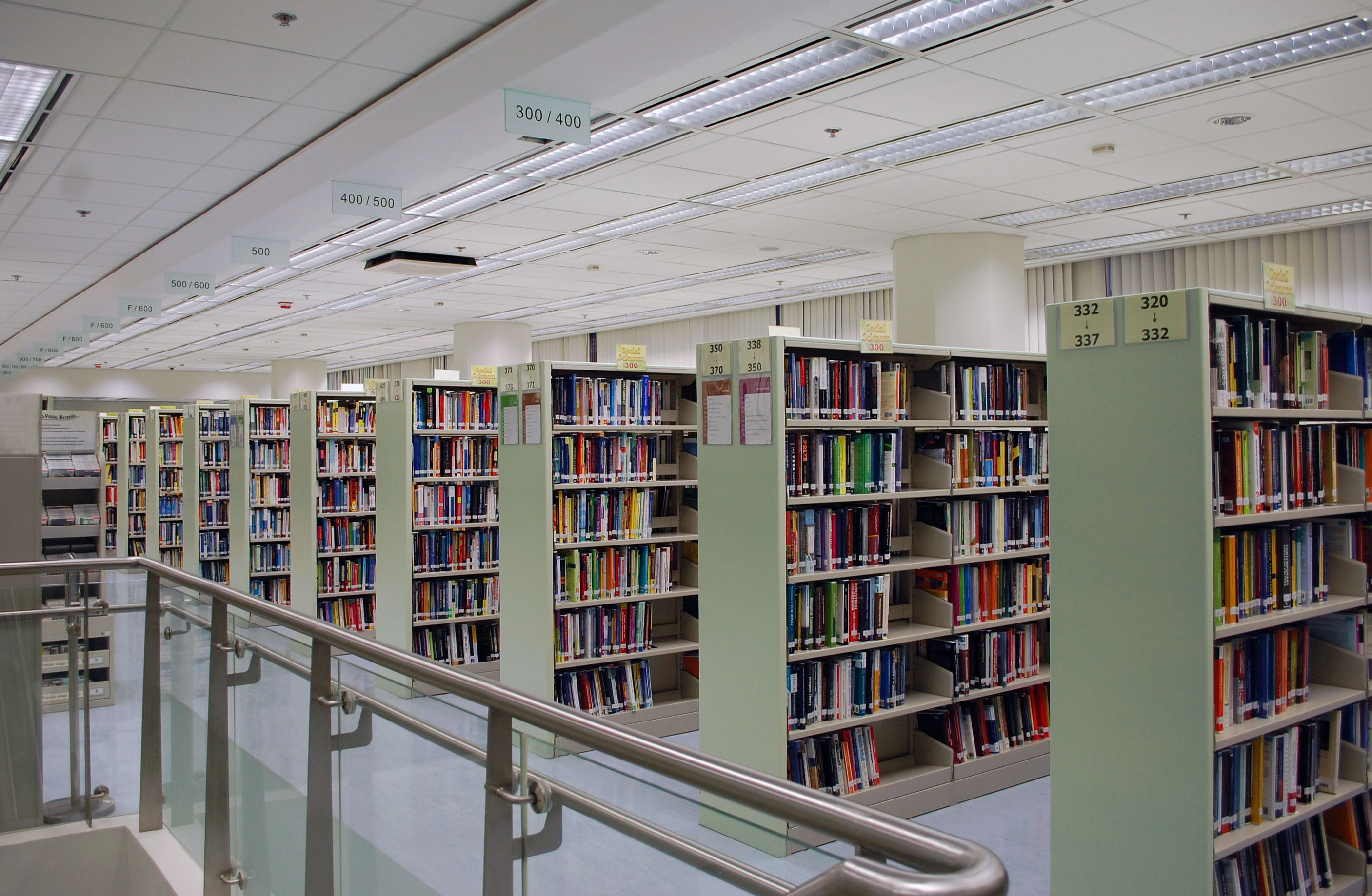
圖書館7樓成人圖書館（英文部）

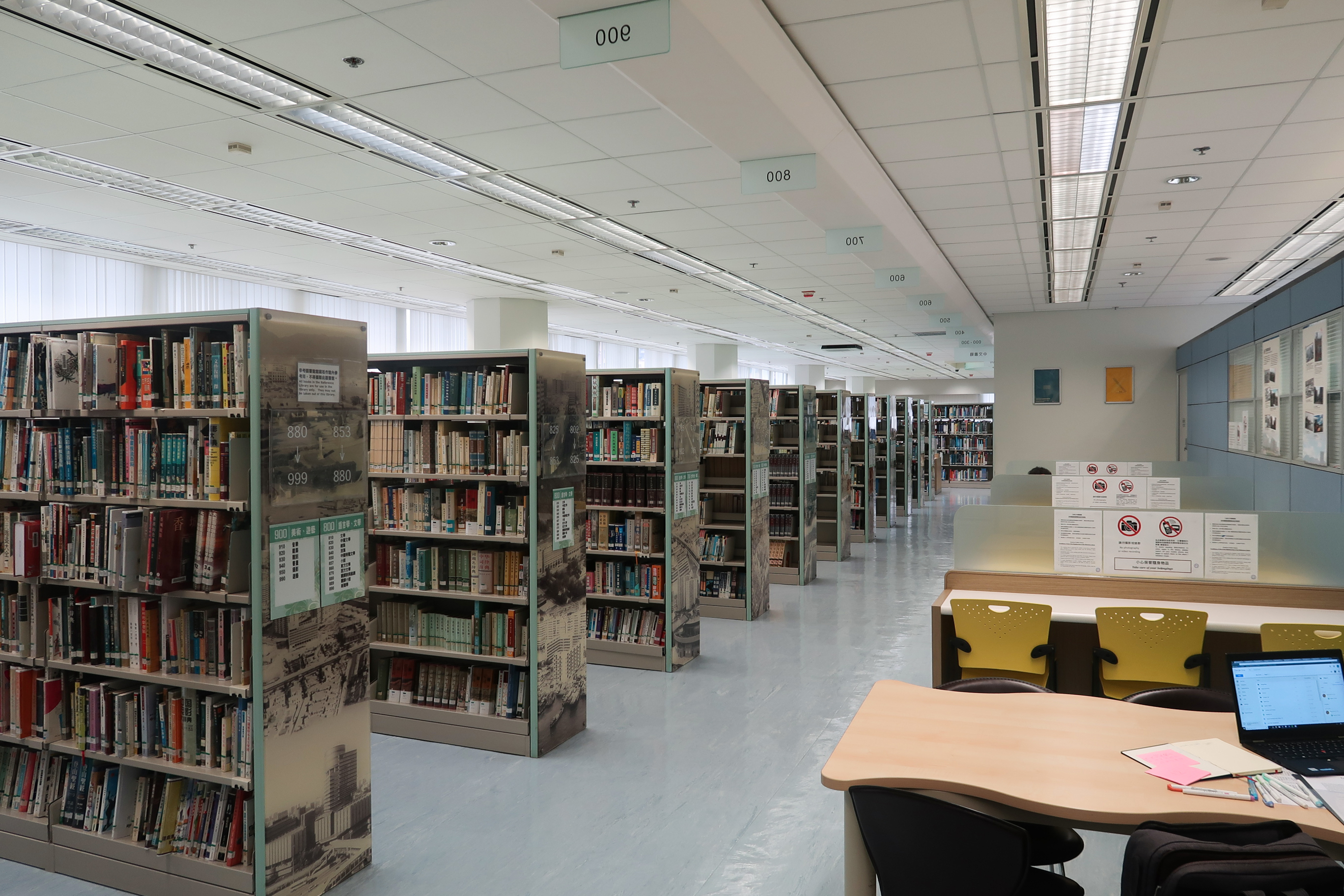
圖書館10樓參考圖書館

館內設有2台升降機供讀者使用，但部分設施或樓層則不能到達。學生自修室、兒童推廣活動室及10樓參考圖書館均需要由專用樓梯進出，而地面至2樓則設有扶手電梯方便讀者進出圖書館。此外，圖書館的2至10樓均設有Wi-Fi無線上網設施，合共26個熱點供市民免費連線。

### 設施樓層
| 12樓 | 書庫                                                               |
| 11樓 | 書庫                                                               |
| 10樓 | 參考圖書館（請使用9樓樓梯進出）                                    |
| 9樓  | 參考圖書館、教育資源中心                                           |
| 8樓  | 電腦資訊中心、推廣活動室、多媒體資料圖書館                         |
| 7樓  | 成人圖書館（英文部）                                               |
| 6樓  | 成人圖書館（中文部）、女洗手間                                     |
| 5樓  | 報刊閱覽部、咖啡閣、男洗手間、 兒童推廣活動室（請使用4樓樓梯進出） |
| 4樓  | 兒童圖書館                                                         |
| 3樓  | 圖書館辦公室、 學生自修室（請使用2樓平樓梯進出）                   |
| 2樓  | 借還書處、衣物間、平台出入口                                         |
| 地面 | 地面出入口                                                         |

### 教育資源中心
於9樓的參考圖書館內，面積約200平方米，於2007年5月4日揭幕。專為教育專業人員、研究者、學生和自學進修人士提供教育和語言學習，收藏20,000多項書籍、期刊、電子資源和線上資料庫等，資料內容涵蓋不同的教育領域，涉及教育理論、心理學、社會學、公民教育、學校行政管理、語言學、音韻學、雙語教育等語文教與學的參考資料，以及本地和海外關於教育和語言學習的試卷、課程綱要和能力評核資料。

### 學生自修室
位於九龍公共圖書館3樓，但館內的升降機並不能到達，使用者須由2樓平台的自修室專用樓梯進出。此自修室的使用者多就讀附近的中學生，分別是培正中學、創知中學及余振強紀念中學和昔日的文福道新法書院。自修室會在每年的1月至2月及6月至12月開放給公眾使用，而3月至5月則是香港的公開考試季節，在這段時間內自修室的開放時間將劃分為早、午、晚三班，使用者須出示預先申請的入座證才能夠進入自修室，圖書館的職員會優先處理文憑試考生的申請。

## 提供服務
除了一般圖書館所提供的預約圖書館資料、讀者諮詢及借閱服務外，九龍公共圖書館亦提供以下服務：
- 視聽服務
- 還書箱服務（於圖書館的非開放時間提供服務）
- 為視障人士提供的電腦服務
- 互聯網資訊服務
- 多媒體資訊系統服務
- 參考及資訊服務
- 報刊閱覽服務
- 自助影印服務（A4尺寸影印本每張五毫）

圖書館亦會定期舉辦一些推廣活動，例如專題講座、閱讀活動及書籍展覽，增加市民對閱讀的興趣。

## 外部連結
- 九龍公共圖書館 （页面存档备份，存于）
- 教育資源中心